# Dousman (Wisconsin)
Dousman est un village du comté de Waukesha, dans l'État du Wisconsin, aux États-Unis. En 2020, il comptait une population de 2 419 habitants.